# 6 مايو
- السبت
- الأحد
- الاثنين
- الثلاثاء
- الأربعاء
- الخميس
- الجمعة

- 2628 شوال 1446  هـ
- 2729 شوال 1446  هـ
- 2830 شوال 1446  هـ
- 291 ذو القعدة 1446  هـ
- 302 ذو القعدة 1446  هـ
- 13 ذو القعدة 1446  هـ
- 24 ذو القعدة 1446  هـ
- 35 ذو القعدة 1446  هـ
- 46 ذو القعدة 1446  هـ
- 57 ذو القعدة 1446  هـ
- 68 ذو القعدة 1446  هـ
- 79 ذو القعدة 1446  هـ
- 810 ذو القعدة 1446  هـ
- 911 ذو القعدة 1446  هـ
- 1012 ذو القعدة 1446  هـ
- 1113 ذو القعدة 1446  هـ
- 1214 ذو القعدة 1446  هـ
- 1315 ذو القعدة 1446  هـ
- 1416 ذو القعدة 1446  هـ
- 1517 ذو القعدة 1446  هـ
- 1618 ذو القعدة 1446  هـ
- 1719 ذو القعدة 1446  هـ
- 1820 ذو القعدة 1446  هـ
- 1921 ذو القعدة 1446  هـ
- 2022 ذو القعدة 1446  هـ
- 2123 ذو القعدة 1446  هـ
- 2224 ذو القعدة 1446  هـ
- 2325 ذو القعدة 1446  هـ
- 2426 ذو القعدة 1446  هـ
- 2527 ذو القعدة 1446  هـ
- 2628 ذو القعدة 1446  هـ
- 2729 ذو القعدة 1446  هـ
- 281 ذو الحجة 1446  هـ
- 292 ذو الحجة 1446  هـ
- 303 ذو الحجة 1446  هـ
- 314 ذو الحجة 1446  هـ
- 15 ذو الحجة 1446  هـ
- 26 ذو الحجة 1446  هـ
- 37 ذو الحجة 1446  هـ
- 48 ذو الحجة 1446  هـ
- 59 ذو الحجة 1446  هـ
- 610 ذو الحجة 1446  هـ

6 مايو أو 6 أيَّار أو 6 مايس أو 6 نوَّار أو يوم 6 \ 5 (اليوم السادس من الشهر الخامس) هو اليوم السادس والعشرون بعد المئة (126) من السنوات البسيطة، أو اليوم السابع والعشرون بعد المئة (127) من السنوات الكبيسة وفقًا للتقويم الميلادي الغربي (الغريغوري). يبقى بعده 239 يوما لانتهاء السنة.

## أحداث
- 604 - شوتوكو تايشي يضع «دستور الفقرات السبع عشرة».
- 636 - المسلمون يدخلون مدينة بعلبك بعد عقد الصلح بين أهلها وقادة المسلمين أبو عبيدة بن الجراح وخالد بن الوليد.
- 1590 - تويوتومي هيده-يوشي يحاصر «قلعة أوداوارا».
- 1794 - الزعيم الزنجي فرانسوا دومنيك توساني لوتير فور يقود العبيد في هايتي للثورة ضد الحكم الفرنسي.
- 1889 - افتتاح برج إيفل للجمهور.
- 1910 - جورج الخامس يتولى الحكم في المملكة المتحدة بعد وفاة والده الملك إدوارد السابع.
- 1913 - بداية جلاء قوات الدولة العثمانية من الأحساء، ودخول مدينة الهفوف تحت حكم ملك السعودية عبد العزيز آل سعود.
- 1916 - جمال باشا يعدم 21 من الوطنيين الشوام المطالبين بالاستقلال أو الإصلاح وذلك في ساحة البرج في بيروت وساحة المرجة في دمشق.
- 1936 - فاروق الأول يعود إلى مصر قادمًا من إنجلترا بعد أن أصبح ملكًا عليها.
- 1937 - المنطاد الألماني «هيندينبيرغ» ينفجر في الجو قبيل هبوطه في نيويورك.
- 1941 - جوزيف ستالين ينصب نفسه رئيسًا للوزراء في الاتحاد السوفيتي ليجمع بين رئاسة الدولة ورئاسة الوزراء في ظل الحرب العالمية الثانية التي اضطر الاتحاد السوفيتي إلى خوضها بعد اتجاه القوات ألمانيا النازية إلى الحدود السوفييتية.
- 1946 - جلاء الاتحاد السوفيتي عن إيران.
- 1957 - الانتهاء من أعمال أول مفاعل نووي في توكايمورا في اليابان.
- 1976 -
  - توحيد القوات المسلحة في إمارات دولة الإمارات العربية المتحدة بقوة واحدة وذلك تحت اسم القوات المسلحة لدولة الإمارات العربية المتحدة.
  - زلزال يضرب شمال إيطاليا يودي بحياة 9200 نسمة.
- 1994 - تدشين نفق المانش المائي الذي يربط المملكة المتحدة بفرنسا.
- 2004 - الحكم على 4 ممرضات بلغاريات ودكتور فلسطيني بالإعدام رميًا بالرصاص في ليبيا لاتهامهم في التسبب بإصابة 400 طفل ليبي بمرض الإيدز.
- 2007 - نيكولا ساركوزي يفوز بالانتخابات الرئاسية الفرنسية على منافسته سيغولين رويال، ويخلف بذلك جاك شيراك في رئاسة الجمهورية الفرنسية.
- 2010 -
  - إجراء الانتخابات في المملكة المتحدة في انتخابات يعتقد أنها من أكثر الانتخابات تنافسًا منذ عام 1992، حيث أن المنافسة محتدمة فيها بين حزب العمال الحاكم بزعامة رئيس الوزراء جوردون براون وحزب المحافظين بزعامة ديفيد كاميرون وحزب الديمقراطيين الأحرار بزعامة نيك كليغ.
  - القائم بأعمال الرئيس النيجيري غودلاك جوناثان يؤدي اليمين الدستورية رئيسًا للبلاد خلفًا للرئيس عمر يارادوا الذي توفي قبل ليلة.
- 2012 - انتخاب فرانسوا أولاند رئيسًا لفرنسا بعد تغلبه على منافسه الرئيس المنتهية ولايته نيكولا ساركوزي بالجولة الثانية من الانتخابات الرئاسية.
- 2015 - التونسي شكري المبخوت يفوز بالجائزة العالمية للرواية العربية عن روايته «الطلياني».
- 2018 -
  - تحالف حركة أمل وحزب الله يتصدر الانتخابات التشريعية اللبنانية.
  - حركة النهضة تتصدر الانتخابات البلدية التونسية.
- 2019 - الإعلان عن وقف إطلاق النار بين إسرائيل وحركة حماس بعد حوالي 4 أيَّامٍ من القصف الصاروخي المُتبادل الذي أدَّى إلى مقتل حوالي 31 شخصًا وجرح قُرابة 290 آخرين.
- 2023 - إقامة مراسم تتويج تشارلز الثالث ملكًا للمملكة المتحدة.

## مواليد
- 1574 - إينوسنت العاشر، بابا الكنيسة الرومانية الكاثوليكية.
- 1758 - ماكسميليان روبسبير، محامي فرنسي.
- 1856 - سيغموند فرويد، عالم نمساوي في علم النفس.
- 1871 - فيكتور غرينيار، عالم كيمياء فرنسي حاصل على جائزة نوبل في الكيمياء عام 1912.
- 1895 - رودلف فالنتينو، ممثل إيطالي.
- 1904 - هاري مارتنسون، أديب سويدي حاصل على جائزة نوبل في الأدب عام 1974.
- 1918 - زايد بن سلطان آل نهيان، أول رئيس لدولة الإمارات العربية المتحدة.
- 1929 - بول لاوتربر، عالم كيمياء أمريكي حاصل على جائزة نوبل في الطب عام 2003.
- 1931 - ماجدة، ممثلة مصرية.
- 1937 - روبن كارتر، ملاكم أمريكي.
- 1950 - إبراهيم يسري، ممثل مصري.
- 1953 -
  - توني بلير، رئيس وزراء المملكة المتحدة.
  - غرايم سونيس، لاعب ومدرب كرة قدم اسكتلندي.
  - عمر بيريس سانتياغو، كاتب وصحفي تشيلي.
- 1961 - جورج كلوني، ممثل أمريكي.
- 1980 - ريكاردو أوليفيرا، لاعب كرة قدم برازيلي.
- 1982 - دلشود نزاروف، رامي مطرقة طاجكستاني.
- 1983 - داني ألفيس، لاعب كرة قدم برازيلي.
- 1984 -
  - شوق الموسوي، ممثلة كويتية.
  - فوزي بشير، لاعب كرة قدم عُماني.
- 1986 -
  - مايتر غيمس، مغني راب فرنسي من أصل كونغولي.
  - مروان دا كوستا، لاعب كرة قدم مغربي.
- 1989 - دومينيكا سيبولكوفا، لاعبة كرة مضرب سلوفاكية.
- 1992 - بيون بايك هيون، مغني بوب وممثل كوري جنوبي.
- 1994 - ماتيو كوفاتشيتش، لاعب كرة قدم كرواتي.

## وفيات
- 680 - معاوية بن أبي سفيان، أول الخلفاء الأمويين.
- 1164 - محمد بن الحسين الزاغولي، فقيه ومحدث ومفسر ولغوي خراساني.
- 1727 - كاثرين الأولى، إمبراطورة روسيا السادسة.
- 1859 - ألكسندر فون هومبولت، مستكشف ألماني.
- 1862 - هنري ديفد ثورو، مؤلف أمريكي.
- 1902 - بريت هارت، كاتب وشاعر أمريكي.
- 1910 - إدوارد السابع، ملك المملكة المتحدة.
- 1919 - ليمان فرانك بوم، كاتب أمريكي.
- 1933 - لي تسينون، طبيب ومُعمِّر صيني.
- 1949 - موريس ماترلينك، كاتب بلجيكي حاصل على جائزة نوبل في الأدب عام 1911.
- 1952 - ماريا مونتيسوري، مربية وفيلسوفة إيطالية.
- 1990 - روحية خالد، ممثلة مصرية.
- 1992 - مارلينه ديتريش، مغنية وممثلة أمريكية ألمانية.
- 1996 - محمد الشرقاوي، ممثل مصري.
- 2002 -
  - صالح سليم، لاعب كرة قدم وممثل مصري.
  - زهيرة عابدين، طبيبة مصرية.
- 2016 -
  - راضي مهدي السعيد، شاعر عراقي.
  - زياد عودة، أديب وكاتب فلسطيني.
- 2017 - نجاح حفيظ، ممثلة سورية.
- 2018 - جمال ناجي، كاتب أردني.
- 2020 - محمد راشد الجعبري، سياسي وتربوي فلسطيني.

## أعياد ومناسبات
- يوم اللا حمية العالمي.
- عيد الشهداء في لبنان وسوريا.

## وصلات خارجية
- وكالة الأنباء القطريَّة: حدث في مثل هذا اليوم.
- النيويورك تايمز: حدث في مثل هذا اليوم.
- BBC: حدث في مثل هذا اليوم.